# Anna Millward
Anna Rosmond Millward z d. Wilson (ur. 26 listopada 1971 w Melbourne) – australijska kolarka szosowa, dwukrotna medalistka mistrzostw świata oraz dwukrotna zdobywczyni Pucharu Świata.

## Kariera
Pierwsze sukcesy w karierze Anna Millward osiągnęła w 1999 roku, kiedy zdobyła dwa medale podczas mistrzostw świata w Weronie. W wyścigu ze startu wspólnego zdobyła srebrny medal, przegrywając tylko z Litwinką Editą Pučinskaitė, a wyprzedzając jej rodaczkę Dianę Žiliūtė. W indywidualnej jeździe na czas również była druga, za Holenderką Leontien van Moorsel, a przed Editą Pučinskaitė. Ponadto w sezonie 1999 triumfowała w klasyfikacji generalnej Pucharu Świata kobiet w kolarstwie szosowym, wyprzedzając Niemkę Hankę Kupfernagel oraz inną Australijkę – Tracey Gaudry. Wynik ten powtórzyła w sezonie 2001, tym razem wyprzedzając Mirjam Melchers z Holandii oraz Susanne Ljungskog ze Szwecji. W 1996 roku wystartowała na igrzyskach olimpijskich w Atlancie, gdzie była dziesiąta w indywidualnej jeździe na czas oraz siedemnasta ze startu wspólnego. Na rozgrywanych cztery lata później igrzyskach olimpijskich w Sydney w obu tych konkurencjach zajmowała czwartą pozycję. Ponadto na igrzyskach Wspólnoty Narodów w Kuala Lumpur w 1998 roku była najlepsza w indywidualnej jeździe na czas oraz trzecia ze startu wspólnego, a podczas igrzysk Wspólnoty Narodów w Manchesterze w 2002 roku była druga w indywidualnej jeździe na czas. Jest także kilkukrotną medalistką mistrzostw Australii.
W 2001 roku wykryto w jej organizmie lidokainę, która znajduje się na liście środków zabronionych przez UCI. Millward wyjaśniła, że lidokaina była składnikiem maści, którą stosowała na ukąszenia komarów. Australijka nie zgłosiła faktu stosowania tej maści, jednak przed przesłuchaniem dobrowolnie odstąpiła od startów. Trzy miesiące później została oczyszczona z zarzutów.